# Dicranophragma occidens
Dicranophragma occidens là một loài ruồi trong họ Limoniidae. Chúng phân bố ở miền Tân bắc.